# Eulachus niponia
Eulachus niponia là một loài bọ cánh cứng trong họ Zopheridae. Loài này được Lewis miêu tả khoa học năm 1879.